# Hans Juretschke
Hans Juretschke (* 11. September 1909 in Iburg; † 16. Juni 2004 in Madrid) war ein deutscher Romanist, Hispanist, Germanist und Historiker, der in Spanien wirkte.

## Leben und Werk
Nach dem Abitur am Carolinum Osnabrück studierte Juretschke ab 1929 in Heidelberg, Dijon, Bonn, Madrid und Oxford. Nach der Machtübergabe an die Nationalsozialisten wurde er Mitglied der SA. Er wurde 1937 an der Friedrich-Wilhelms-Universität Bonn bei Ernst Robert Curtius promoviert mit der Arbeit Das Frankreichbild des modernen Spanien (spanisch: España ante Francia, Madrid 1940, mit Vorwort von Antonio Tovar) und ging im Herbst 1939 bis 1941 als Lektor für Deutsch nach Madrid. Dort war er von 1942 bis 1945 wissenschaftlicher Hilfsarbeiter in der Kulturabteilung der Botschaft des Dritten Reiches und redigierte zusammen mit Theodor Heinermann die Zeitschrift Boletín bibliográfico.
Seit 1941 hatte Juretschke an der Universität Complutense in Madrid einen Lehrauftrag für deutsche Literaturgeschichte. Von 1963 bis zu seiner Emeritierung 1979 war er ebenda für dieses Fach außerordentlicher Professor, daneben Direktor des Instituto Germano-Español de Investigación der Görres-Gesellschaft (als dessen Sekretär er schon seit 1958 fungierte).
Juretschke war seit 1929 Mitglied der katholischen Studentenverbindung KDStV Arminia Heidelberg. Er war ein Sohn des Landwirtschaftsrats Dr. Paul Juretschke (1869–1946).

## Weitere Werke
- Vida, obra y pensamiento de Alberto Lista, Madrid 1951 (717 Seiten)
- Origen doctrinal y génesis del romanticismo español, Madrid 1954
- (Hrsg.) Menéndez Pelayo y el romanticismo,  Madrid 1956
- Bibliografía hispanística en lengua alemana, Madrid 1957
- Los afrancesados en la Guerra de la Independencia, Madrid 1962, 1987
- (Hrsg.) Berichte der diplomatischen Vertreter des Wiener Hofes aus Spanien, 20 Bde., Madrid 1970-1999 (Deutsch-Spanisches Forschungsinstitut der Görres-Gesellschaft)
  - in der Regierungszeit Karls III. (1759 - 1788), 14 Bde., 1970-1988
  - in der Regierungszeit Karls IV. (1789 - 1808), 6 Bde., 1990-1999
- Federico Schlegel. Una interpretación a la luz de la edición critica de sus obras con especial consideración de sus relaciónes hispánicas, in: Filologia moderna 48, 1973, S. 191–304
- (Hrsg.) Friedrich Schlegel, Obras selectas, 2 Bde., Madrid 1983 (Übersetzung durch Miguel Ángel Vega Cernuda)
- (Hrsg.) Zum Spanienbild der Deutschen in der Zeit der Aufklärung. Eine historische Übersicht, Münster 1997 (Kongress Madrid 1991)
- España y Europa. Estudios de crítica cultural. Obras completas de Hans Juretschke, hrsg. von Miguel Ángel Vega Cernuda, 3 Bde., Madrid 2001